# Выборы в Областную думу Свердловской области (2010)
Ротационные выборы в Законодательное собрание Свердловской области V-го созыва прошли 14 марта 2010 года по пропорциональной избирательной системе, в рамках чего была переизбрана половина депутатского состава Областной думы — 14 из 28 человек. Выборы проводились по новой системе — партийные списки были разбиты на общеобластную часть и 14 территориальных групп.

## Предшествующие события

### Изменение в законодательстве
27 ноября 2009 года был принят Областной закон «О внесении изменений в Избирательный кодекс Свердловской области» № 108-ОЗ, согласно которому на выборах депутатов Областной Думы Законодательного Собрания Свердловской области предусмотрено обязательное разделение общеобластного списка кандидатов в депутаты Областной Думы Законодательного Собрания Свердловской области на общеобластную часть и территориальные группы кандидатов. Число территориальных групп — 14 — было установлено в соответствии с предложениями нового губернатора области Александра Мишарина.
В соответствии с новым законом распределение мандатов должно происходить следующим образом:
1. вычисляется общее количество мандатов, которое избирательное объединение получило по результатам выборов (по общему проценту голосов);
2. в первую очередь мандаты получают кандидаты в депутаты из общеобластного списка избирательного объединения;
3. если после распределения мандатов среди общеобластного списка кандидатов остаются депутатские мандаты, причитающиеся данному избирательному объединению, эти мандаты распределяются внутри списка между территориальными группами кандидатов;
4. вычисляется процент, поданный за избирательное объединение в каждой территориальной группе;
5. территориальные группы распределяются в порядке убывания процента, поданного за данное избирательное объединение;
6. каждая территориальная группа в ранжированном списке поочередно получает по одному мандату;
7. при отказе лидера территориального списка кандидатов мандат переходит к следующему в этой же территориальной группе кандидату. Если таковой отсутствует, то мандат переходит к другой территориальной группе (по установленным выше принципам).

## Избирательная кампания
В выборах имели право участвовать региональные отделения всех 7 политических партий, зарегистрированных в России: «Единая Россия», КПРФ, ЛДПР, «Справедливая Россия», «Яблоко», «Патриоты России», «Правое дело».

### Участники
| Номер в бюллетене | Партия              | Общая часть списка от 1 до 3 кандидатов                   | Кандидатов в списке | Статус списка          |
| ----------------- | ------------------- | --------------------------------------------------------- | ------------------- | ---------------------- |
| 1                 | ЛДПР                | Владимир Жириновский, Олег Жилин, Максим Ряпасов          | ??                  | зарегистрирован        |
| 2                 | КПРФ                | Алексей Багаряков, Владимир Краснолобов, Владимир Коньков | ??                  | зарегистрирован        |
| 3                 | Единая Россия       | Александр Мишарин, Андрей Козицын, Елена Чечунова         | ??                  | зарегистрирован        |
| 4                 | Справедливая Россия | Александр Бурков, Валерий Черешнев, Илья Гаффнер          | ??                  | зарегистрирован        |
| —                 | Правое дело         | Сергей Рявкин, Александр Копылов, Константин Киселёв      | ??                  | отказано в регистрации |
| —                 | Яблоко              | Максим Петлин, Сергей Лазарев                             | ??                  | отказано в регистрации |

### Предвыборная агитация
Согласно отчету, опубликованному Избирательной комиссией Свердловской области, избирательные объединения потратили на выборы следующие суммы:
- ЛДПР — 12 936,5 тысяч рублей
- КПРФ — 7018 тысяч рублей
- «Справедливая Россия» — 6168,7 тысяч рублей
- «Единая Россия» — 19 141,6 тысяч рублей.

В ходе предвыборной агитации Екатеринбург посетили лидеры оппозиционных партий — Владимир Жириновский, Сергей Миронов, Геннадий Зюганов.
На местных государственных каналах состоялась серия телевизионных дебатов, в которых принимали участие все избирательные объединения.

## Результаты выборов
| Областная дума Свердловской области ЗакСо V-го созыва |                                              |            |         |        |       |          |       |       |
| Партия                                                | Партия                                       | Кандидатов | Голоса  | Голоса | Места | Места    | Места | Места |
| Партия                                                | Партия                                       | Кандидатов | No.     | %      | До    | Выиграно | После | +/-   |
|                                                       | Единая Россия                                | ??         | 496 627 | 39,79  | 17    | 6        | 16    | ▼-1   |
|                                                       | Коммунистическая партия Российской Федерации | ??         | 270 706 | 21,69  | 3     | 3        | 5     | ▲+2   |
|                                                       | Справедливая Россия                          | ??         | 240 889 | 19,30  | 2     | 3        | 3     | ▲+1   |
|                                                       | Либерально-демократическая партия России     | ??         | 210 719 | 16,88  | 2     | 2        | 4     | ▲+2   |
| Всего                                                 | Всего                                        | Всего      | ??      | 100,00 | 28    | 28       | 28    | ▬     |

В выборах Областной думы приняли участие 1 244 390 избирателей (35,71 % от общего числа).

### Избранные депутаты
- Чечунова, Елена Валерьевна («Единая Россия», третья в общеобластном списке)
- Иванов, Максим Анатольевич («Единая Россия», Артемовская территориальная группа, второй в группе, передан мандат Игоря Баринова)
- Трескова Елена Анатольевна («Единая Россия», Ирбитская территориальная группа, вторая в группе, передан мандат Виктора Шептия)
- Ковпак, Лев Игоревич («Единая Россия», Асбестовская территориальная группа, третий в группе, передан мандат Юрия Козлова)
- Камский, Владимир Гарифуллович («Единая Россия», Кушвинская территориальная группа, первый в группе, передан мандат Александра Мишарина)
- Сухов, Анатолий Петрович («Единая Россия», Серовская территориальная группа, третий в группе, передан мандат Андрея Козицына)
- Краснолобов, Владимир Павлович (КПРФ, второй в общеобластном списке)
- Коньков, Владимир Андреевич (КПРФ, третий в общеобластном списке)
- Артюх, Евгений Петрович (КПРФ, Первоуральская территориальная группа, передан мандат Алексея Багарякова)
- Гаффнер, Илья Владимирович («Справедливая Россия», третий в общеобластном списке)
- Данилов, Игорь Николаевич («Справедливая Россия», Орджоникидзевская территориальная группа, передан мандат Александра Буркова)
- Герасименко, Владимир Леонидович («Справедливая Россия», Кировская территориальная группа, передан мандат Валерия Черешнева)
- Жилин, Олег Игоревич (ЛДПР, второй в общеобластном списке)
- Ряпасов, Максим Владимирович (ЛДПР, третий в общеобластном списке, передан мандат Владимира Жириновского